# 室女座12
室女座12，又名BD+11 2440，HD 106251、SAO 99997、HR 4650，是室女座的一颗恒星，视星等为5.85，位于銀經273.17，銀緯70.9，其B1900.0坐标为赤經12h 8m 20.3s，赤緯+10° 70.9′ 8″。